# Pixel 6
Pixel 6 và Pixel 6 Pro là bộ đôi điện thoại thông minh chạy hệ điều hành Android được Google thiết kế, phát triển và bán ra thị trường. Đây là thế hệ thứ sáu của dòng điện thoại Google Pixel, tiếp nối Pixel 5 và là tiền nhiệm của Pixel 6a, Pixel 7 và Pixel 7 Pro. Pixel 6 được công bố lần đầu vào tháng 8 năm 2021 cùng với hệ thống trên một vi mạch mới có tên Google Tensor. Các camera được đặt tại một thanh ngang ở mặt sau, còn mặt trước thì có một camera chấm nốt ruồi ở giữa. Khi xuất xưởng, Pixel 6 được trang bị hệ điều hành Android 12 với nhiều tính năng mới như trí tuệ nhân tạo hay điện toán bao phủ.
Pixel 6 và Pixel 6 Pro được công bố chính thức vào ngày 19 tháng 10 năm 2021 tại sự kiện Pixel Fall Launch và mở bán tại Hoa Kỳ vào ngày 28 tháng 10 sau một chiến dịch tiếp thị lớn. Nhìn chung, Pixel 6 nhận được đánh giá tích cực từ các nhà phê bình với bộ xử lý Tensor, camera, hiệu suất, thiết kế và giá cả, mặc dù cảm biến vân tay và thời lượng pin nhận được nhiều phản ứng trái chiều. Với 3,75 triệu thiết bị được bán ra, Pixel 6 trở thành thiết bị Pixel bán chạy nhất của Google, giúp công ty trở thành nhà sản xuất điện thoại thông minh lớn thứ năm ở Bắc Mỹ và Vương quốc Anh trong quý đầu tiên của năm 2022.

## Lịch sử
Pixel 6 và Pixel 6 Pro được Google hé lộ lần đầu vào ngày 2 tháng 8 năm 2021. Hãng xác nhận thiết kế mới của điện thoại và hệ thống SoC riêng của hãng với tên gọi Tensor. Khác với các thiết bị Pixel trước đây sử dụng vi xử lý Qualcomm Snapdragon, Google đã phát triển chip riêng của cho Pixel 6 với tên mã Whitechapel từ tháng 4 năm 2016. Các thiết bị được Ủy ban Truyền thông Liên bang (FCC) phê duyệt vào tháng 9. Google chính thức công bố sản phẩm vào ngày 19 tháng 10 năm 2021 tại sự kiện Pixel Fall Launch và bày bán tại chín quốc gia từ ngày 28 tháng 10. Foxconn là bên phụ trách sản xuất. Ban đầu Foxconn dự định sản xuất các thiết bị Pixel 6 tại Việt Nam, nhưng do chính phủ Trung Quốc áp đặt các biện pháp kiểm soát biên giới nghiêm ngặt để đối phó với đại dịch COVID-19, việc sản xuất đã phải chuyển về Trung Quốc. Google đã tăng gấp đôi sản lượng điện thoại so với năm trước đó, tức xấp xỉ bảy triệu thiết bị nhằm thúc đẩy thị phần. Vào thời điểm ra mắt, Pixel 6 chưa được mở bán ở Ấn Độ do các vấn đề về chuỗi cung ứng.
Trong sự kiện ra mắt, Google cũng đã công bố các loại ốp lưng chính thức với ba tùy chọn màu cho Pixel 6 và bốn tùy chọn màu cho Pixel 6 Pro (có sẵn để đặt trước vào cùng ngày), cũng như sạc không dây Pixel Stand thế hệ thứ hai (bắt đầu bày bán từ ngày 18 tháng 11 và giao hàng từ ngày 13 tháng 12). Khách hàng có thể bắt đầu đặt trước sản phẩm vào cùng ngày. Những thiết bị đầu tiên bắt đầu được giao từ ngày 25 tháng 10. Khác với những năm trước, Google Store không cung cấp bất kỳ khoản giảm giá nào cho các thiết bị vào dịp Thứ Sáu Đen. Vào tháng 2 năm 2022, Pixel 6 và Pixel 6 Pro có mặt tại Ý và Tây Ban Nha với "số lượng hạn chế", và ra mắt giới hạn tại Singapore hai tuần sau đó.

## Thông số kĩ thuật

### Thiết kế
| Pixel 6                                    | Pixel 6                                   | Pixel 6                                   |                                          | Pixel 6 Pro                              | Pixel 6 Pro                               | Pixel 6 Pro |
| Diagram of a Pixel 6 smartphone in orange. | Diagram of a Pixel 6 smartphone in black. | Diagram of a Pixel 6 smartphone in green. | Diagram of a Pixel 6 smartphone in gray. | Diagram of a Pixel 6 smartphone in gold. | Diagram of a Pixel 6 smartphone in black. |             |
| Kinda Coral                                | Stormy Black                              | Sorta Seafoam                             | Cloudy White                             | Sorta Sunny                              | Stormy Black                              |             |

### Phần cứng
Pixel 6 sử dụng màn hình OLED 158,6 mm (6,2 in) FHD+ 1080p với mật độ điểm ảnh 411 ppi, độ phân giải 2400 × 1080 pixel và tỷ lệ khung hình 20:9, còn Pixel 6 Pro là màn hình cong LTPO OLED 158,9 mm (6,3 in) QHD+ 1440p với mật độ điểm ảnh 512 ppi, độ phân giải 3120 × 1440 pixel và tỷ lệ khung hình 19,5: 9. Cả hai màn hình đều hỗ trợ HDR10+. Pixel 6 có tần số quét 90 Hz còn Pixel 6 Pro là 120 Hz. Cả hai điện thoại đều có camera sau 50 megapixel và camera siêu rộng 12 megapixel. Ngoài ra, Pixel 6 Pro có thêm camera zoom quang 48 megapixel 4×. Camera trước trên Pixel 6 có độ phân giải 8 megapixel, còn Pixel 6 Pro là camera góc siêu rộng 11,1 megapixel. Bộ xử lý Tensor mới hỗ trợ Live HDR+ cũng như cải thiện các tính năng Night Sight và Super Res Zoom trên thiết bị.
Pin của Pixel 6 có dung lượng 4614 mAh, trong khi Pixel 6 Pro là 5003 pin mAh. Cả hai điện thoại đều hỗ trợ sạc nhanh, sạc không dây chuẩn Qi cũng như sạc không dây ngược. Pixel 6 có bộ nhớ 128 hoặc 256 GB và RAM 8 GB, còn Pixel 6 Pro có bộ nhớ 128, 256 hoặc 512 GB và RAM 12 GB. Ngoài bộ xử lý Tensor, cả hai điện thoại còn được trang bị mô-đun bảo mật Titan M2, dựa trên tiêu chuẩn mở RISC-V, cùng với máy quét vân tay quang học dưới màn hình, loa âm thanh nổi và kính cường lực Gorilla Glass Victus. Vào tháng 4 năm 2022, 9to5Google đưa tin rằng Pixel 6 Pro ban đầu được lên kế hoạch ra mắt với tính năng nhận dạng khuôn mặt, tương tự như của Pixel 4 và Pixel 4 XL nhưng chỉ dựa vào camera trước của điện thoại chứ không dựa vào công nghệ radar Soli. Tính năng này đã bị hủy không rõ lý do ngay trước sự kiện ra mắt.

### Phần mềm
Giống như các thế hệ điện thoại Pixel trước, Google đặc biệt chú trọng vào trí tuệ nhân tạo và điện toán bao phủ. Trong sự kiện Pixel Fall Launch, Google cho ra mắt các tính năng mới cho dòng Pixel 6 như Magic Eraser, Face Unblur, Motion Mode, Real Tone, Direct My Call, Wait Times, và Live Translate và chìa khóa ô tô kỹ thuật số của Google Pay. Ngoài ra, tính năng nhận dạng giọng nói và sửa chính tả của trợ lý ảo đóng vai trò là tính năng độc quyền trên dòng Pixel 6. Material You (một biến thể được cá nhân hóa hơn của Material Design) cũng là trọng tâm chính trong kế hoạch tiếp thị của Google.
Pixel 6 và Pixel 6 Pro được cài đặt sẵn Android 12 (trùng với thời điểm phát hành ổn định Android 12 trên Dự án mã nguồn mở Android) cùng với phiên bản 8.4 của ứng dụng Google Camera khi xuất xưởng. Dòng điện thoại này được hỗ trợ nâng cấp hệ điều hành đến năm 2024 và hỗ trợ cập nhật bảo mật đến năm 2026. Giống như Pixel 5a, Pixel 6 và Pixel 6 Pro không đi kèm hỗ trợ sao lưu ảnh không giới hạn "chất lượng cao" lên Google Photos. Google cũng đã giới thiệu gói đăng ký Pixel Pass (giống Apple One và Xbox All Access) cho dòng Pixel 6 với các dịch vụ Google One, YouTube Premium, YouTube Music Premium, Google Play Pass và bảo hành mở rộng. Dịch vụ này đã ngừng hoạt động trước thềm sự ra mắt của Pixel 8.

## Tiếp thị
Từ trước khi ra mắt, Google đã khởi động một chiến dịch tiếp thị sản phẩm mới vào tháng 9 năm 2021, bắt đầu bằng các quảng cáo trực tuyến, bảng quảng cáo ở các thành phố lớn, và các quảng cáo trên tạp chí. Khoai tây chiên theo chủ đề Pixel 6 được ra mắt tại Nhật Bản. Ngoài ra, công ty còn hợp tác với Channel 4, NBA, và Snapchat để quảng cáo Pixel 6. Các mẫu điện thoại cũng đã được trưng bày tại Google Store Chelsea ở Thành phố New York ngay trước sự kiện ra mắt. Giám đốc tài chính Google Ruth Porat đã tiết lộ trong cuộc gọi cho các nhà đầu tư hàng quý của công ty mẹ Alphabet vào tháng 8 rằng công ty đang lên kế hoạch tăng đáng kể chi phí tiếp thị và bán hàng để chuẩn bị cho sự ra mắt của điện thoại, trong khi giám đốc phần cứng của Google Rick Osterloh tuyên bố ý định "đầu tư vào tiếp thị" của họ.

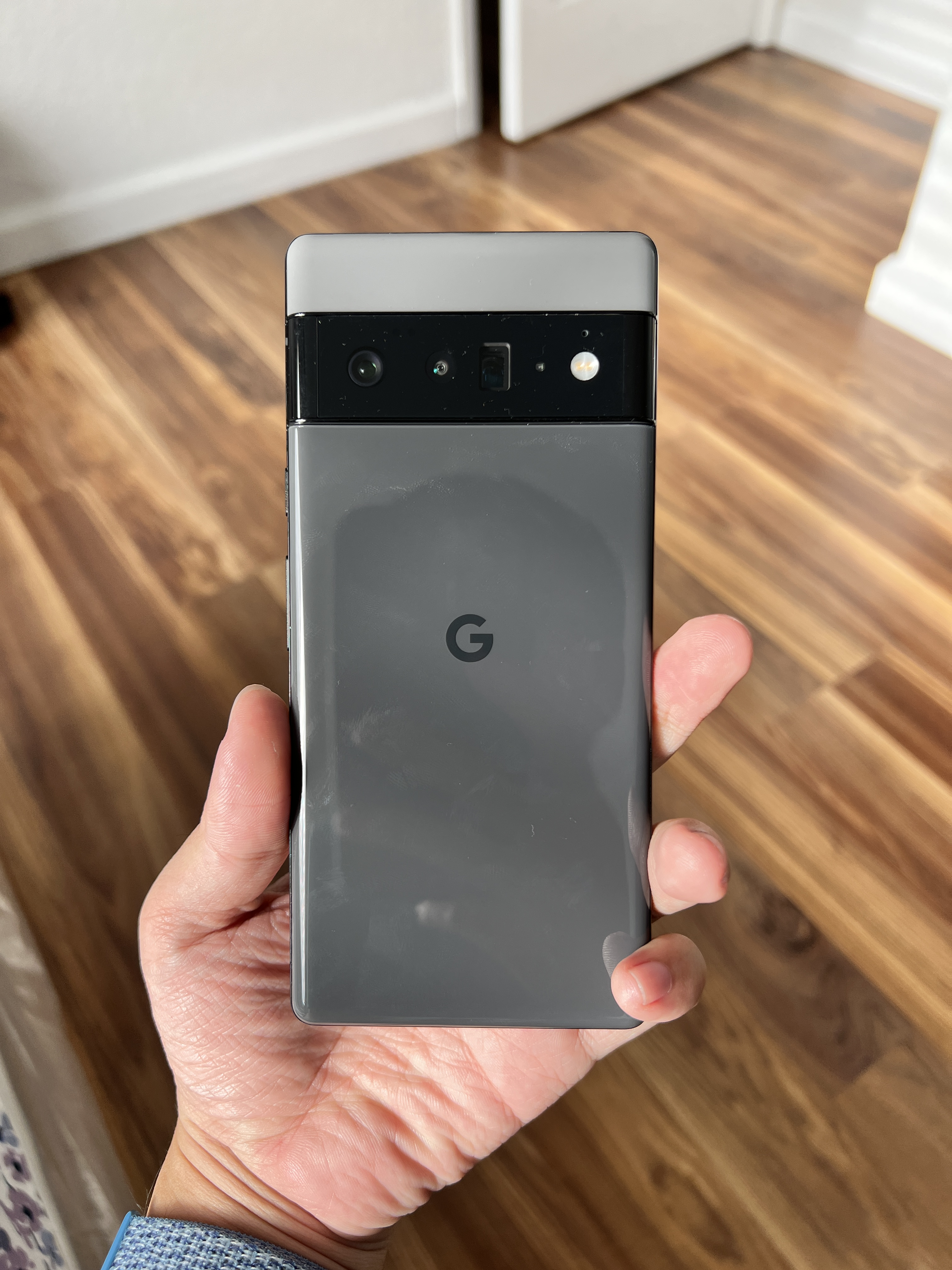
Mặt sau của Pixel 6 Pro

Vào tháng 11 năm 2021, nam diễn viên Lưu Tư Mộ (diễn viên thủ vai nhân vật chính Shang-Chi trong loạt phim của Vũ trụ Điện ảnh Marvel) sẽ đóng vai trò là đại sứ thương hiệu của Pixel 6 tại Canada, chỉ vài ngày sau khi anh tham gia quay video với tư cách là một phần của chiến dịch tiếp thị "Watch with Me" của Google TV. Các đại sứ thương hiệu khác cho sản phẩm có thể kể đến gồm có Giannis Antetokounmpo, Magic Johnson (cầu thủ NBA) và vận động viên quần vợt Leylah Fernandez. Vào tháng 2 năm 2022, Google đã phát hành một quảng cáo dài 60 giây có tựa đề "Seen on Pixel" được đạo diễn bởi Joshua Kissi với sự cộng tác của công ty quảng cáo Gut Miami nhằm quảng bá tính năng Real Tone của Pixel 6. Trong quảng cáo có giai điệu của một bài hát chưa được phát hành của Lizzo mang tên "If You Love Me". Quảng cáo sau đó được phát trong Super Bowl LVI, và là quảng cáo đầu tiên liên quan đến Pixel được phát trong Super Bowl. GLAAD ghi nhận đây là quảng cáo Super Bowl LVI duy nhất có sự tham gia của diễn viên LGBTQ. Các chương trình khuyến mãi khác có thể đề cập đến gồm có tất Pixel 6 và nhãn dán Tensor dành cho "Pixel Superfans", cũng như bộ bài tarot có chủ đề về Pixel 6 dành cho thành viên #TeamPixel trước Giáng sinh năm 2021.

## Đón nhận

### Đánh giá chuyên môn
Pixel 6 và Pixel 6 Pro nhận được nhiều sự chú ý trước khi ra mắt. Ben Schoon của 9to5Google đã nhấn mạnh tiềm năng của bộ xử lý Tensor mới, nhận thấy việc Google tiết lộ sớm về các thiết bị này là một "hành động thể hiện sự tự tin" đối với dòng Pixel 6. Michael L. Hicks của Android Central tin rằng Pixel 6 và Pixel 6 Pro có thể thu hút người dùng iPhone, đồng thời thúc giục Google xem xét lại chiến lược tiếp thị của mình, trong khi Sareena Dayaram của CNET cho rằng Pixel 6 "thú vị" hơn iPhone 13. Các nhà phê bình cũng ghi nhận sự mong đợi dành cho dòng Pixel 6 ngày càng tăng so với các thế hệ Pixel trước, nhờ được hé lộ sớm cũng như sự xuất hiện của bộ xử lý Tensor.
Cả hai điện thoại đều nhận được đánh giá tích cực sau khi phát hành. Julian Chokkattu của tờ Wired và Dan Seifert của The Verge khen ngợi bộ đôi Pixel 6 về mặt hiệu suất, cụm máy ảnh và thời lượng pin của thiết bị, nhưng cũng đồng thời chê trách về khoản tốc độ phản hồi của máy quét vân tay và kích thước lớn của cả hai mẫu máy. Ngược lại, Patrick Holland và Andrew Laxon của CNET lại đặt vấn đề về thời lượng pin của điện thoại, nhưng cả hai vẫn khen ngợi thiết kế và camera của sản phẩm. Lanxon nhấn mạnh thông số kỹ thuật của Pixel 6 Pro, gồm cả thông số của hệ thống ba camera và tin rằng nó có thể sánh với iPhone 13 và Galaxy S21. Tương tự như vậy, Jacon Krol của CNN Underscored và Sam Rutherford của tờ Gizmodo đánh giá cao thiết kế và camera của điện thoại, trong đó Krol tuyên bố chúng là "những chiếc điện thoại Android tốt nhất mà bạn có thể mua", riêng Rutherford thì cho rằng cảm biến vân tay thường phản hồi chậm và dòng máy này không hỗ trợ Jack cắm tai nghe. Philip Michaels và Jordan Palmer của Tom's Guide ca ngợi mức giá phải chăng, bộ xử lý Tensor và hệ điều hành Android 12 của điện thoại, nhưng cũng chỉ trích máy quét vân tay và thời lượng pin của thiết bị. David Lumb và James Peckham ở tờ TechRadar khen ngợi kiểu cách, thiết kế và camera của điện thoại nhưng cho rằng thời lượng pin và bộ nhớ ở dưới mức trung bình. Marques Brownlee ca ngợi mức giá cạnh tranh, camera tự sướng và các tính năng phần mềm của điện thoại, nhưng cũng lên tiếng rằng cảm biến vân tay phản hồi chậm và tuổi thọ pin ở mức kém.

### Thương mại
Google đã ký thỏa thuận hợp tác với hơn 45 nhà mạng và nhà bán lẻ tại 9 quốc gia nhằm đáp ứng nhu cầu sản phẩm đang tăng mạnh. Ngay sau khi Pixel 6 có sẵn để đặt hàng trước, cả Google Store lẫn cửa hàng Google Fi đều tạm thời bị sập do truy cập quá tải. Google cho rằng thời gian vận chuyển mẫu Pro bị chậm trễ là do nhu cầu cao bất ngờ trên Google Store, và các nhà cung cấp khác cũng phải đối mặt với tình trạng chậm trễ giao hàng.
Vào tháng 12 năm 2021, có một bài báo cáo chỉ ra rằng Pixel 6 và Pixel 6 Pro có doanh số bán hàng từ nhà mạng cao hơn trong tháng đầu tiên ra mắt so với các mẫu trước đó, trong khi nhà sản xuất phụ kiện điện thoại thông minh Bellroy thông báo rằng ốp điện thoại dành cho dòng Pixel 6 là một trong những sản phẩm bán chạy nhất của hãng từ trước đến nay. Trong cuộc họp báo thu nhập hàng quý với nhà đầu tư của Alphabet vào tháng 2 năm 2022, giám đốc điều hành Google và Alphabet Sundar Pichai đã đưa ra những con số "kỷ lục" cho doanh số dòng điện thoại Pixel năm 2021 của công ty, đặc biệt là Pixel 6; tuy nhiên, một nghiên cứu sau đó do Counterpoint Research thực hiện đã tiết lộ dòng Pixel có thể chỉ có mức tăng trưởng tương đối qua từng năm so với Pixel 5. Vào tháng 3, Tập đoàn Dữ liệu Quốc tế (IDC) đã phân tích rằng việc giới thiệu bộ xử lý Tensor trên dòng Pixel 6 là yếu tố giúp MediaTek vượt qua Qualcomm để trở thành nhà sản xuất bộ vi xử lý Android phổ biến nhất ở Mỹ, mặc dù sau đó Qualcomm đã đưa ra các dữ liệu khác để bác bỏ báo cáo này. Một báo cáo khác do Counterpoint Research công bố cùng tháng tiết lộ rằng Tensor chiếm khoảng 1 đến 2% thị trường vi xử lý di động cao cấp.

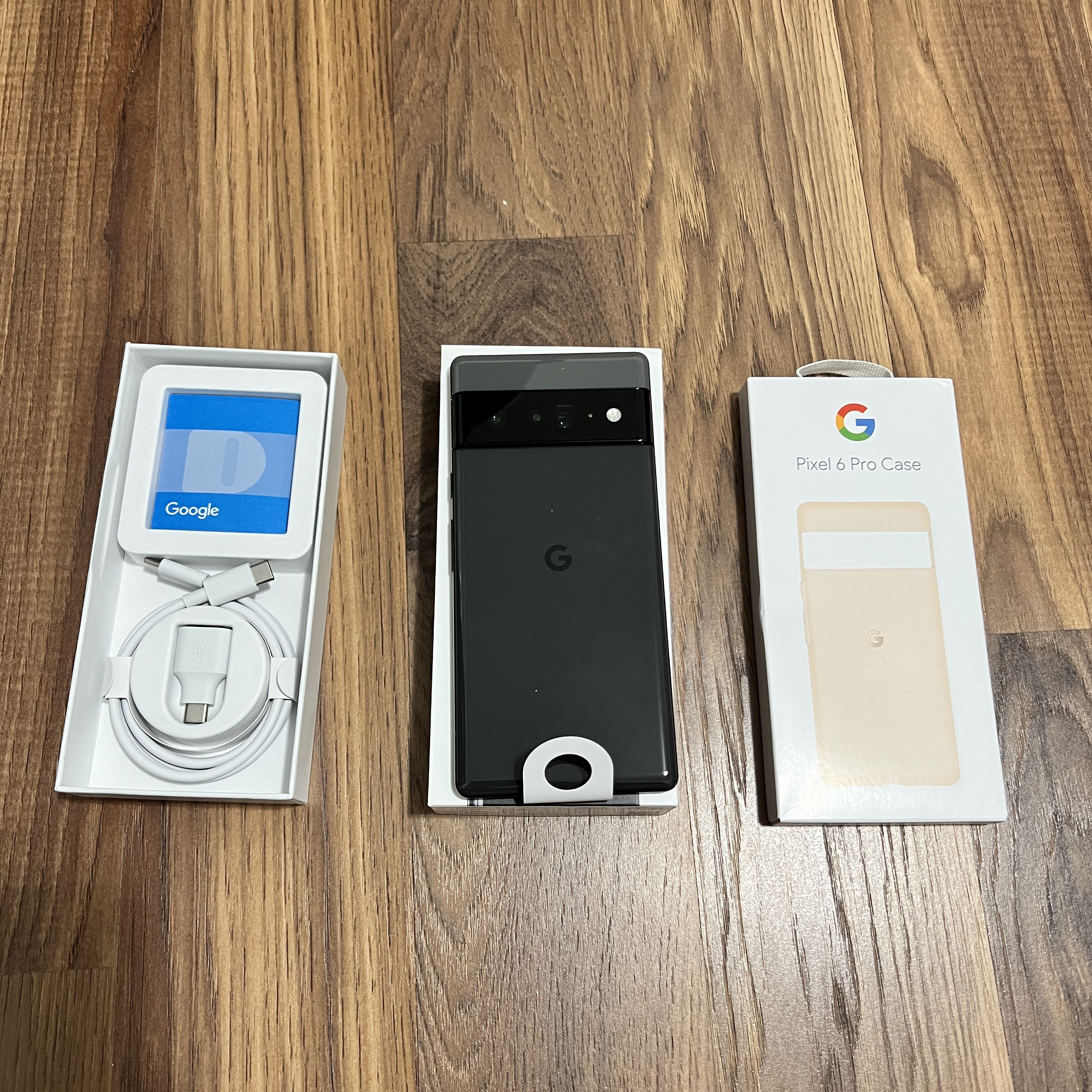
Hộp phụ kiện & Pixel 6 Pro tại thị trường Bắc Mỹ

Vào tháng 4 năm 2022, một báo cáo từ công ty nghiên cứu thị trường Wave7 cho biết Pixel 6 và Pixel 6 Pro có doanh số bán hàng qua nhà mạng không tốt (ngoại trừ Verizon), đồng thời tiết lộ rằng Google đã chi trả "tiền đút lót cho nhân viên bán hàng" tại Verizon cao bất thường. Pichai tuyên bố dòng Pixel 6 là thiết bị Pixel bán chạy nhất từ trước đến nay. Tại Google I/O 2022, Google đã tiết lộ doanh số Pixel 6 và Pixel 6 Pro còn lớn hơn cả doanh số Pixel 4 và Pixel 5 cộng lại. Dữ liệu từ IDC vào tháng 10 năm 2022 cho thấy Google đã bán được khoảng 3,75 triệu chiếc Pixel 6 và Pro trên toàn cầu vào thời điểm đó. Pixel 6 là công cụ giúp thị phần điện thoại thông minh của Google ở Bắc Mỹ tăng thêm 380 % trong quý 1 năm 2022, giúp Google lần đầu tiên trở thành nhà sản xuất điện thoại thông minh lớn thứ năm ở cả Bắc Mỹ và Vương quốc Anh. Trong quý sau đó, doanh số Pixel tăng 230% ở Bắc Mỹ, chiếm 2% thị trường điện thoại thông minh tại đây.

## Thế hệ kế tiếp
Pixel 7 và Pixel 7 Pro là thế hệ Pixel tiếp theo được hé lộ lần đầu tại I/O năm 2022 và ra mắt vào tháng 10 cũng năm. Chúng được trang bị vi xử lý Tensor thế hệ thứ hai và chạy sẵn hệ diều hành Android 13. Tại I/O, Google cũng giới thiệu Pixel 6a (một biến thể tầm trung của Pixel 6) ra mắt vào tháng 7.